# Stefano Sertorelli
Stefano Sertorelli (* 24. Dezember 1911 in Bormio; † 17. Dezember 1995 in Sondalo) war ein italienischer Skisportler und war Angehöriger der 1934 gegründeten Gebirgsschule der italienischen Streitkräfte, der Scuola Militare di Alpinismo, aus der das heutige Centro Addestramento Alpino hervorging.
Stefano stammt aus einer Skisportlerfamilie. Er ist der Bruder des Skilangläufers Erminio Sertorelli und des Skiabfahrtläufers Giacinto Sertorelli, der 1938 bei einem Skirennen tödlich verunglückte.
Er selbst war bei den Olympischen Winterspielen 1936 in Garmisch-Partenkirchen zusammen mit Enrico Silvestri, Luigi Perenni und Sisto Scilligo Mitglied der italienischen Siegermannschaft beim Demonstrationsbewerb Militärpatrouille.
Später wandte er sich dem Alpinskifahren zu, gewann einige nationale Titel und nahm auch an internationalen Wettkämpfen teil. Ende 1950 gründete er mit dem Bergführer und -schreiber Lodovico Cusini in Livigno unter dem Namen Scuola Sci Livitur die erste Skischule am Ort.